# Cova dels Segarulls
La Cova dels Segarulls, Cova de les Pintures o Cova del Fondal de la Seguera, és una cova natural amb representació de pintura rupestre i enterrament col·lectiu d'incineració i inhumació. Està protegida com Patrimoni de la Humanitat en el conjunt de l'Art rupestre de l'arc mediterrani de la península Ibèrica. Està situada en els relleus meridionals del massís de Garraf, en el torrent del Fondo de la Seguera, a 3 km al sud de Vilafranca del Penedès, en el terme municipal d'Olèrdola (Alt Penedès).

## Context
El Fondal de la Seguera és un antic canal fluvial que forma part del conjunt conegut com la Vall, capçalera de la Riera de Canyelles i la Riera de Ribes. Aquests canals i rieres tallen els estreps meridionals del massís del Garraf constituint les principals vies de pas entre la costa i la Depressió Prelitoral essent segur el fonament d'antics camins prehistòrics.
La cova es troba en una cinglera a uns 30 metres per damunt del camí del Fondal de la Seguera. El vessant no té bosc i la seva configuració calcària miocena ha format uns graons per erosió. La cova queda situada sota l'angle sud-est de la Granja de les Planes situada a la plana de dalt la cinglera.

## Descripció
La cova té una forma arrodonida de surgència, formant una boca semicircular, i un passadís. La boca té unes dimensions d'1,90 m d'ample i 1,10 m d'altura. La galeria, lleugerament esbiaixada a la dreta de la boca, té un recorregut de 7 m i s'estreny a la meitat acabant en forma de petita sala. Les parets de l'entrada estan plenes de concavitats i en una d'elles, entrant a l'esquerra, és on hi ha les representacions dels arquers esquemàtics, punctiformes, digitacions i taques. Aquest últim tipus de representació està estès per totes les parets, inclús sota el sostre fumat del passadís es distingeix algun d'aquests motius. En total són 22 figures pintades.
L'arquer de la part superior esquerra, identificat com el número 1, mesura 3,3 cm la figura humana, 6,5 cm l'arc i 5 cm la fletxa. La seva tècnica és traç simple, color castany-vermellós, amb una estructura de traços simples rectes dins un estil esquemàtic. La seva posició és estàtica, amb les cames entreobertes i disparant l'arc. El segon arquer, identificat com el número 3, mesura 5,5 cm la figura humana, 8,5 l'arc i 5 la fletxa i les seves característiques tècniques i estilístiques són iguals a l'anterior.
De les altres figures, aparentment totes punctiformes, se'n distingeixen 7 tipus diferents: punts i traços (número 2), grups de punts (números 4 a 13), grups de punts i digitacions (número 14), grups de taques i punts fets amb esquitxada i probablement amb els dits (números 15 i 16), grups de taques i digitacions (números 17 i 18), grup de taques i regalims, alguns fets per impacte (número 19), grup de taques, de traç allargat i esquitxada (números 21 i 22).
La conservació del conjunt pictòric és en alguns casos bona i en altres regular. Els arquers tenen una conservació regular amb problemes agreujats per una mena de líquens i al sostre de la galeria pel fumat de quan s'hi refugiaven pastors.
La datació és difícil, ja que no es pot associar la cronologia del jaciment a la de les pintures. El caire sagrat, mític o llegendari de les representacions podria ser el que va atraure els enterraments del Bronze Final, o pel contrari les pintures podrien servir per senyalitzar el lloc com una marca de clan, formant part del ritual d'enterrament. Per l'estil de les representacions esquemàtiques hi ha un acord comú en datar-les dins del món Eneolític i del Bronze, però no és una datació del tot segura.
L'excavació de la cavitat està registrada el 1958. S'hi van trobar 23 peces de sílex, una destral polida de basalt de 12 cm de llarg, una fulla de ganivet, fragments de ceràmica brunyida del Bronze Final i fragments de cranis calcinats.